# آينبك
آينبك (بالألمانية: Einbeck) هي بلدة و بلدة ألمانية تقع في ألمانيا في نورتهايم. يقدر عدد سكانها بـ 33,085 نسمة .

## المدن التوأمة
مدن آرترن اوناشتروت، Thiais، Paczków و كين (نيوهامشير) هي مدن توأمة لـآينبك.

## أعلام
- كونراد فيلهلم هاسي
- جورج ماير